# Marie Versini
Marie Versini (Parijs, 10 augustus 1940 – Guingamp, 22 november 2021) was een Franse actrice.

## Carrière
Haar carrière startte op 17-jarige leeftijd na haar opleiding bij het Conservatoire national supérieur d'art dramatique als jongste lid van de Comédie-Française. Ze werd beroemd door haar rol als Nscho-tschi in Winnetou 1e deel (1963). Ze acteerde nog in vier andere Karl May-films, waaronder Der Schut (1964), Durchs wilde Kurdistan (1965), Im Reiche des silbernen Löwen (1965) en Winnetou und sein Freund Old Firehand (1966, als Nscho-tschi). Verdere producties, waaraan ze meewerkte, waren de avonturenfilms Im Tempel des weißen Elefanten (1963) en Die 13 Sklavinnen des Dr. Fu Man Chu (1966). De film Kennwort: Reiher (1964) werd door critici echter als beter beoordeeld. Opschudding veroorzaakte de tv-bewerking van William Shakespeares Sommernachtstraum (1969) in Frankrijk, waarin ze optrad als Hippolyte.
In Frankrijk was ze onder meer bekend als Claire Morandat in Paris brûle-t-il?. Ze werkte vaak in Duitsland. Tot in de jaren 1980 werkte ze nog mee aan tv-producties, waaronder de serie Sergeant Berry (1973/74), Tante Emma (1980) en Die schöne Wilhelmine (1985). Tijdens Kerstmis 2016 was Versini, na een lange afwezigheid, weer te zien in een kleine gastrol in het eerste deel van de RTL-tv-verfilming van Winnetou, waarin ze een oudere dame speelde, die met Karl May sprak over de gevaren van een reis door het land van de indianen.

## Privéleven en overlijden
In 1974 trouwde ze met de schrijver en regisseur Pierre Viallet, die in april 2013 overleed. Ze speelde telkens weer in zijn films mee, zoals in 2010 in Hommage an Robert Schumann. Samen brachten ze hun leven meestal door op het eiland Ré, zo nu en dan ook in Parijs. 
Versini overleed op 81-jarige leeftijd.

## Onderscheidingen
- 1965, 1966, 1967 en 1968 Gouden Bravo Otto
- 1969 Zilveren Bravo Otto
- 1970 Bronzen Bravo Otto

## Filmografie
- 1958: A Tale of Two Cities
- 1960: Il peccato degli anni verdi
- 1962: Das schwarz-weiß-rote Himmelbett
- 1963: Winnetou, deel 1
- 1964: Sandok, il Maciste della giungla
- 1964: Kennwort: Reiher
- 1964: Der Schut
- 1964: Halløj i himmelsengen
- 1965: Ferien mit Piroschka
- 1965: Durchs wilde Kurdistan
- 1965: Im Reiche des silbernen Löwen
- 1966: Paris brûle-t-il?
- 1966: The Brides of Fu Manchu
- 1966: Winnetou und sein Freund Old Firehand
- 1967: Liebesnächte in der Taiga
- 1969: Le songe d'une nuit d'été, tv-film
- 1970: Antique Death
- 1972: Der Lift (tv-film)
- 1974: Motiv Liebe – Die ewige Ungewißheit (tv-film)
- 1979: Die Protokolle des Herrn M. - Der letzte Schuss (tv-film)
- 2007: Winnetou darf nicht sterben (dokumentaire film)
- 2016: Winnetou - 3-delige nieuwe verfilming van RTL
- 2020: Wie die Frauen so ticken

- Biblioteca Nacional de España: XX1435474
- Bibliothèque nationale de France: cb14655398c (data)
- Gemeinsame Normdatei: 126790272
- International Standard Name Identifier: 0000 0001 0557 6920
- Library of Congress Control Number: n84039627
- Nationale Bibliotheek van Tsjechië: js20061222005
- Nationale Bibliotheek van Polen: a0000002314864
- Système universitaire de documentation: 106966995
- Virtual International Authority File: 61733324
- WorldCat: E39PBJp9qJxprJdB4vwCKgfjG3